# Federico Jourdan
Federico Jourdan (Santa Fe, 13 gennaio 1991) è un calciatore argentino, centrocampista del Colón (SF).

## Caratteristiche tecniche
È un esterno sinistro.

## Carriera
Cresciuto nelle giovanili del Colón, fa il debutto in prima squadra il 19 giugno 2012, subentrando a Iván Moreno y Fabianesi all'82' del match vinto per 2-0 contro il Godoy Cruz.